# AbioCor

Аппарат искусственного сердца AbioCor

AbioCor — аппарат искусственного сердца, предназначавшийся для лечения тяжёлой сердечной недостаточности. Разработки прекращены в 2015 году.
AbioCor разработан массачусетсской компанией Abiomed. Он располагается полностью в организме пациента, имеет внутренний аккумулятор, который подзаряжается от внешнего источника питания прямо через кожу, то есть не нуждается в подключении к проводам. Это снижает риск осложнений, связанных с инфекциями.
AbioCor может вживляться только при соответствии пациента определённым требованиям по росту и массе тела, из-за чего на этапе клинических испытаний пациентов отбирали только среди мужчин. Срок службы аппарата определён в 18 месяцев. В США аппарат получил одобрение Управления по пищевым продуктам и лекарствам (FDA)
осенью 2006 года.

## Эксплуатация
Внутренняя батарея искусственного сердца позволяет пациенту свободно двигаться в течение одного часа, при установленном внешнем источнике питания этот срок продлевается до двух часов. Возможна подзарядка аккумуляторов от обычной электрической сети.

## Клинические испытания
По состоянию на сентябрь 2004 года AbioCor был имплантирован 14 пациентам. Испытания показали безопасность аппарата, доказав, что он может помочь тем пациентам с тяжёлой сердечной недостаточностью, смерть которых неминуема, а альтернативные методы лечения невозможны. В некоторых случаях жизнь пациента удавалось продлить на несколько месяцев, давая ему возможность продолжать общаться с близкими. В двух случаях продолжительность жизни после операции была более значительной: 10 и 17 месяцев. Одного пациента выписали из больницы домой.
Показаниями к применению аппарата являются: тяжёлая сердечная недостаточность обоих желудочков сердца и прогноз на наступление смерти без трансплантации в течение двух недель.

## Будущее AbioCor
Во второй половине 2000-х годов велась разработка AbioCor II. Начало клинических испытаний новой версии было назначено на 2008 год. Ожидалось, что продолжительность службы аппарата будет достигать пяти лет. Новый вариант искусственного сердца также стал меньше предыдущего на 30 %, что позволяет имплантировать его женщинам. Предприняты меры, которые должны снизить вероятность развития инсульта, что было одним из замечаний контролирующих инстанций к первой модели AbioCor.
В августе 2012 года ключевой исследователь и разработчик AbioCor Дэвид Ледерман умер от рака поджелудочной железы.
Разработка и внедрение AbioCor II не увенчались успехом. Продукт AbioCor был удален с сайта ABIOMED и других информационных агентств в 2015 году. Таким образом, компания-производитель отказалась от дальнейшего развития устройства.